# Jean Monestier
Jean Monestier (* 1. Februar 1930 in Bordeaux; † 1992 in Libourne) war ein französischer Romanist und Okzitanist.

## Leben und Werk
Monestier wuchs in Vitrac auf und ging in Sarlat sowie Toulouse zur Schule. Er führte in Bordeaux 30 Jahre lang ein Restaurant.
Monestier publizierte literarische Werke in okzitanischer Sprache. 1976 wurde er Majoral (Akademiemitglied) des Félibrige.

## Werke (Auswahl)
- (Hrsg.) Florilège des poètes gascons du Médoc, Bordeaux 1975
- Lire et écrire le gascon, Bordeaux 1980
- (mit L. Delluc) Introduction à l’occitan du Périgord noir, Périgueux 1981
- Grammatica occitana. Eléments de grammaire structurale de l’occitan, Périgueux 1983
- (mit Pierre Miremont) La Littérature d'Oc des troubadours aux félibres, Périgueux 1983
- (mit Pierre Miremont) Le Félibrige et la langue d'Oc, Périgueux 1985
- Le Dialecte du Périgord noir, Le Bugue 1987
- Aspectes de la renaixença occitana al Perigord, Le Bugue 1988
- Troubadours oubliés en Périgord, Le Bugue 1990
- Guilhem de la Tor. Troubadour périgordin, Périgueux 1991